# Stictoptera acutangulata
Stictoptera acutangulata är en fjärilsart som beskrevs av M.Gaede 1937. Stictoptera acutangulata ingår i släktet Stictoptera och familjen nattflyn. Inga underarter finns listade i Catalogue of Life.